# Lực lượng Vũ trang Quốc gia Indonesia
Quân đội Indonesia, tên chính thức là Lực lượng vũ trang Quốc gia Indonesia (Tentara Nasional Indonesia, viết tắt là TNI, tên trước đây là Angkatan Bersenjata Republik Indonesia, viết tắt là ABRI) có tổng quân số khoảng 361.823 người, gồm Lục quân (TNI-AD), Hải quân (TNI-AL), và Không quân (TNI-AU). Lục quân là nhánh lớn nhất trong quân đội Indonesia, với quân số vào khoảng 276.953 người đang phục vụ. Ngân sách quốc phòng trong ngân sách nhà nước chỉ chiếm 3% GDP nhưng được các hoạt động kinh doanh của quân đội và các quỹ tài trợ bổ sung.
Cảnh sát Quốc gia Indonesia cũng đã từng là một nhánh của lực lượng vũ trang trong nhiều năm. Lực lượng cảnh sát chính thức được tách ra khỏi quân đội vào tháng 4 năm 1999, quá trình này hoàn tất vào năm 2000. Với quân số 150.000 người, lực lượng cảnh sát chiếm tỷ lệ trong tổng dân số nhỏ hơn nhiều so với hầu hết các nước khác. Tổng quân số của lực lượng cảnh sát quốc gia và cảnh sát địa phương năm 2006 vào khoảng 470.000 người.
Sau trận sóng thần năm 2004 ở Aceh, chính phủ Hoa Kỳ tạm đình chỉ lệnh cấm các trang bị trái phép và các xe quân sự để hỗ trợ cho các nỗ lực cứu trợ nhân đạo sau thảm họa sóng thần các vùng Aceh và Nias ở Indonesia.
Ngày 22 tháng 11 năm 2005, Hoa Kỳ tuyên bố sẽ khôi phục quan hệ quân sự với Indonesia. Một quyết định kết thúc 6 năm cho việc cấm buôn bán vũ trang do Hoa Kỳ áp đặt. Trang bị vũ khí: Lục quân: 476 xe tăng, 565 xe thiết giáp, 333 pháo xe kéo. Không quân: 90 máy bay chiến đấu, bao gồm một số máy bay: 10 F-16, 15 F-5, 35 Hawk109/209, 4 Su-27
Hải quân: 17 tàu Frigate, 16 tàu hộ vệ, 4 tàu tên lửa, 16 tàu chiến nhỏ, 2 tàu ngầm Type-209,9 trực thăng săn ngầm Wasp HAS-1.

## Danh sách các tham mưu
| Tên                               | Năm                                           | Ghi chú |
| --------------------------------- | --------------------------------------------- | --- |
| Trung tướng Oerip Soemohardjo     | 17 tháng 8 năm 1945 – 12 tháng 11 năm 1945    | Chức vụ tạm quyền |
| Đại tướng Soedirman               | 12 tháng 11 năm 1945 – 29 tháng 1 năm 1950    | Chức vụ được gọi là Tư lệnh vĩ đại của Quân đội An ninh Nhân dân(Panglima Besar Tentara Keamanan Rakyat)                                                             |
| Thiếu tướng TB Simatupang         | 29 tháng 1 năm 1950 – 1952                    | Chức vụ được biết đến là Tổng tham mưu trưởng Lực lượng chiến đấu (Kepala Staf Angkatan Perang)                                                                      |
| Trống                             | 1952–1955                                     | Chức vụ bị Tổng thống Soekarno bãi bỏ sau chính biến17 tháng 1952 |
| Thiếu tướng Abdul Haris Nasution  | tháng 12 năm 1955 – tháng 3 năm 1965          | Chức vụ được biết đến là Tổng tham mưu trưởng Lực lượng chiến đấu (Kepala Staf Angkatan Perang)                                                                      |
| Trống                             | 1965–68                                       | Chức vụ bị Tổng thống Soekarno bãi bỏ sau chính biến G30S/PKI |
| Đại tướng Soeharto                | tháng 6 năm 1968 – tháng 3 năm 1973           | Chức vụ được gọi là Tư lệnh Lực lượng vũ trang của Cộng hòa Indonesia(Panglima ABRI) đồng thời là Bộ trưởng Bộ Quốc phòng và An ninh                                 |
| Đại tướng Maraden Panggabean      | tháng 3 năm 1973 – tháng 4 năm 1978           | như trên |
| Đại tướng Mohammad Jusuf          | tháng 4 năm 1978 – 28 tháng 3 năm 1983        | như trên |
| Đại tướng Benny Moerdani          | 28 tháng 3 năm 1983 – 27 tháng 2 năm 1988     | Đồng thời là Tư lệnh chiến dịch phục hồi An ninh và Trật tự (Kopkamtib)                                                                                              |
| Đại tướng Try Sutrisno            | 27 tháng 2 năm 1988 – 19 tháng 2 năm 1993     | |
| Đại tướng Edi Sudrajat            | 19 tháng 2 năm 1993 – 21 tháng 5 năm 1993     | Đồng thời Bộ trưởng Bộ Quốc phòng và An ninh và Tham mưu trưởng Quân đội                                                                                             |
| Đại tướng Feisal Tanjung          | 21 tháng 5 năm 1993 – 12 tháng 21998          | |
| Đại tướng Wiranto                 | 16 tháng 2 năm 1998 – 26 tháng 10 năm 1999    | Chức vụ được gọi là Tư lệnh các Lực lượng vũ trang Quốc gia Indonesia (Panglima Tentara Nasional Indonesia) từ năm 1999 đồng thời là Bộ trưởng Bộ Quốc phòng An ninh |
| Đô đốc Widodo Adi Sutjipto        | 26 tháng 10 năm 1999 – 7 tháng 6 năm 2002     | Đầu tiên của Hải quân và sĩ quan Lục quân không được bổ nhiệm |
| Đại tướng Endriartono Sutarto     | 7 tháng 6 năm 2002 – 13 tháng 2 năm 2006      | |
| Tư lệnh không quân Djoko Suyanto  | 13 tháng 2 năm 2006 – 28 tháng 12 năm 2007    | sĩ quan đầu tiên của Không quân được bổ nhiệm |
| Đại tướng Djoko Santoso           | 28 tháng 12 năm 2007 – 28 tháng 9 năm 2010    | |
| Đô đốc Agus Suhartono             | STừ 28 tháng 9 năm 2010 - 30 tháng 8 năm 2013 | Sĩ quan thứ hai của Hải quân được bổ nhiệm |
| Đại tướng Moeldoko                | từ 30 tháng 7 năm 2013 - 08 tháng 7 năm 2015  | |
| Đại tướng Gatot Nurmantyo         | Ngày 8 tháng 7 năm 2015 - 8 tháng 12 năm 2017 | |
| Tư lệnh không quân Hadi Tjahjanto | 8 tháng 12 năm 2017 – hiện tại                | |